# Minuskel 87
Minuskel 87 (in der Nummerierung nach Gregory-Aland), CL22 (von Soden) ist eine griechische Minuskelhandschrift des Neuen Testaments auf 231 Pergamentblättern (36,5 × 25,7 cm). Mittels Paläographie wurde das Manuskript auf das 11. Jahrhundert datiert. Die Handschrift ist vollständig.

## Beschreibung
Die Handschrift enthält den Text der Johannesevangeliums mit einer Katene. Er wurde einspaltig mit je 22–23 Zeilen geschrieben. Die Handschrift enthält Prolegomena, Eusebische Tabellen, Synaxarion und Bilder.

## Text
Kurt Aland ordnete den griechischen Text des Kodex in keine Kategorie ein.

## Geschichte
Die Handschrift gehörte wie Minuskel 129 Nikolaus von Kues. Sie stammte aus Konstantinopel und gelangte nach Trier.
Sie wurde durch Balthasar Cordier, Bernard de Montfaucon, Johann Jakob Wettstein und Johann Martin Augustin Scholz untersucht. 1884 suchte Gregory nach dieser Handschrift in Trier und Cues, konnte sie aber nicht finden.
Der Kodex befindet sich in der Bibliothek des Cusanusstifts (Bd. 18) in Bernkastel-Kues.